# Трејнор (Ајова)
Трејнор (енгл. Treynor) град је у америчкој савезној држави Ајова. По попису становништва из 2010. у њему је живело 919 становника.

## Демографија
Према попису становништва из 2010. у граду је живело 919 становника, што је -31 (-3.3%) становника више него 2000. године.
| Група             | 2000.       | 2010.       |
| Белци             | 946 (99,6%) | 917 (99,8%) |
| Афроамериканци    | 1 (0,1%)    | 1 (0,1%)    |
| Азијати           | 2 (0,2%)    | 0 (0,0%)    |
| Хиспаноамериканци | 1 (0,1%)    | 1 (0,1%)    |
| Укупно            | 950         | 919         |